# Benoît Leroy
Benoît Leroy (né le 28 juillet 1982 à Châteauroux) est un footballeur français qui joue au poste de milieu offensif et d'attaquant.

## Biographie
Formé à l'AJ Auxerre, il remporte la Coupe Gambardella en 1999 et 2000 (avec Djibril Cissé et Philippe Mexès), où il inscrit le but victorieux en finale face au LOSC. Il ne dispute cependant aucun match professionnel et s'engage avec le Besançon RC durant l'été 2004.
Auteur de bonnes performances avec le club, il rejoint les Chamois niortais après une saison avec le Racing où il inscrit 29 buts, dont le tout premier but de la saison 2007-2008.  Le 2 juin 2008, il rejoint le Stade brestois pour une durée de trois ans. Mais il n'arrive pas à s'imposer en tant que titulaire au sein du club breton[réf. nécessaire].
En juin 2010, il s'engage avec l'AS Cannes. Le 22 août 2013, il signe au Hyères FC,.
Le 5 juin 2014, il signe au CS Sedan Ardennes. Dès sa première saison, il remporte le titre de Champion de CFA.

## Carrière
- 1997-2004 :  AJ Auxerre B (97 matchs, 19 buts)
- 2004-2005 :  Besançon RC (37 matchs, 12 buts)
- 2005-2008 :  Chamois niortais FC (89 matchs, 27 buts)
- 2008-2010 :  Stade brestois (7 matchs, 1 but)
- 2010-2013 :  AS Cannes (101 matchs, 24 buts)
- 2014-2017 :  CS Sedan Ardennes (94 matchs, 19 buts)[7]

## Palmarès
- Vainqueur de la Coupe Gambardella en 1999 et 2000 avec l'AJ Auxerre.
- Champion de France de National en 2006 avec Niort
- Champion de France de CFA en 2014-2015 avec Sedan